# Gyrth Godwinson

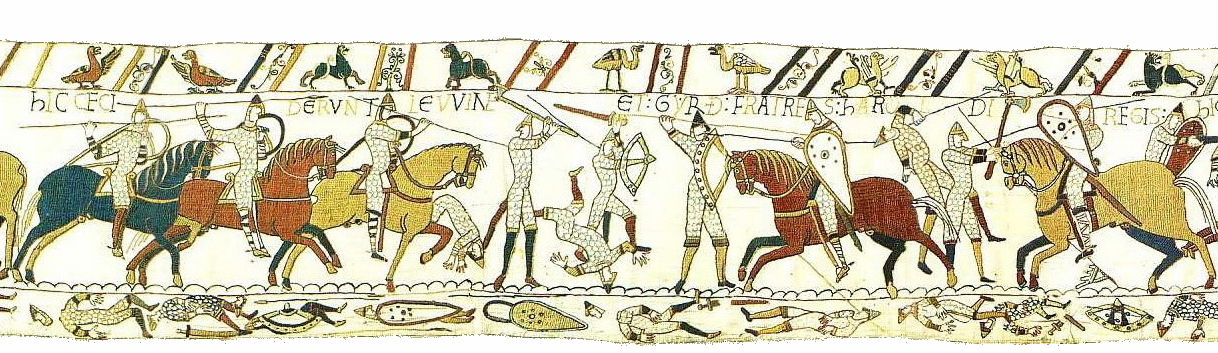
La mort de Gyrth i el seu germà a la batalla de Hastings, escena 52 del Tapís de Bayeux.
HIC CECIDERUNT LEWINE ET GYRD FRATRES HAROLDI REGIS
(Ací han caigut morts Leofwine i Gyrth, germans del rei Harold).

Gyrth Godwinson (anglès antic: Gyrð Godƿinson; vers 1032 – 14 d'octubre de 1066) va ser el quart fill del comte Godwin i per tat el germà petit de Harold Godwinson. Marxà amb el seu germà Sweyn a l'exili de Flandes el 1051, però a diferència de Swegen va poder tornar amb el seu clan l'any següent. Va estar present al llit de mort del seu pare, conjuntament amb els seus germans Harold i Tostig.
Després de la mort del seu pare l'abril de 1053, els Godwinsons treballaren per mantenir la seva heretat a Anglaterra. Harold heretà el comtat de Wessex i esdevingué el segon al poder, només per darrere del rei. Gyrt va ser fet comte d'Ànglia Oriental, Cambridgeshire i Oxfordshire en algun moment entre 1055 i 1057. Conjuntament amb el seu germà, que posseïa els comtats de Kent, Essex, Middlesex, Hertford i Surrey; i possiblement també Buckinghamshire, els Godwinsons ara controlaven tota l'Anglaterra oriental.
D'acord amb Orderic Vitalis i Guillem de Malmesbury, Gyrth intentà (infructuosament) prevenir Harold d'enfrontar-se a Guillem de Normandia en batalla, dient que en canvi ell podia liderar les forces angleses i ell quedar-se a Londres per liderar una altra batalla, i instant-lo a no trencar el jurament fet a William. Harold, però, ignorà el consell de Gyrth. Gyrth va lluitar en la batalla de Hastings el 14 d'octubre de 1066, on va morir conjuntament amb els seus germans Harold i Leofwine.